# Tisbe monozota
Tisbe monozota är en kräftdjursart som beskrevs av Bowman 1962. Tisbe monozota ingår i släktet Tisbe och familjen Tisbidae. Inga underarter finns listade i Catalogue of Life.